# Rhexia
- Commons
- Wikispecies

Rhexia L. é um género botânico pertencente à família Melastomataceae.

## Sinonímia
- Alifanus Adans.

## Espécies
- Rhexia alifanus
- Rhexia lutea
- Lista completa

## Classificação do gênero
| Sistema | Classificação                     | Referência               |
| ------- | --------------------------------- | ------------------------ |
| Linné   | Classe Octandria, ordem Monogynia | Species plantarum (1753) |